# バルデスルス
バルデスルス（Val-des-Sources）は、カナダ南東部のケベック州に存在する町である。付近には世界的に見ても巨大な石綿鉱山が存在していたことで知られる。バルデスルスはセントローレンス川よりも南に位置し、村からさらに南に約100キロメートルほど行くとアメリカ合衆国との国境が存在する。気候帯は冷帯に属し、特に冬季は寒冷な気候である。
2020年までの旧名はアスベストス（Asbestos、「石綿」）。発癌性物質として悪名高い石綿に由来する町名は負の印象を持たれるため、改名の是非を巡って議論が繰り返されてきた。2020年10月に行われた住民投票で、新しい町名として、バルデスルス（Val-des-Sources、「源の谷」）が選ばれ、12月17日に正式承認された。

## 概要
バルデスルスは、おおよそ北緯45度46分、西経71度56分付近に位置する。2016年実施のカナダ国勢調査によれば、2016年現在の町の人口は、6786人である。町の面積は30.41 km2で、2016年現在の人口密度は1 km2当たり223.1人である。なお、町の世帯数は、2016年現在、3220戸である。バルデスルスはニコレット川（Nicolet River）の近くにあり、付近には近年まで世界的に見ても規模の大きな石綿鉱山であった、ジェフリー鉱山（Jeffrey mine）が存在していた。この他、以前はマグネシウムを精製する工場もあった（現在は閉鎖）。これら、石綿鉱山とマグネシウム精製工場が、長らく町の雇用を支えていた（町における大口の雇用者であった）。また、付近には鉄道も敷設されていた。1960年代は、このアスベストス村は大変に景気が良く、町は新しいホールを建築し、さらには、そこを芸術家達に装飾させるほど、経済的な余裕があった。しかし、石綿の需要が落ち込むにつれ、次第に景気は悪くなっていった。

## 町名
石綿採掘が衰退してから何度か、地域住民や地元政治家によって、負の印象が付いた町名の改名が提案されてきたが、いずれも改名が実際に行われることはなかった。議論の当事者は、町がフランス語圏内にあり、フランス語では石綿をアミアンテ（amiante）と呼ぶことから、アスベストスという町名で地域住民が石綿に関連する汚点を連想することはない、と指摘していた 。
9月14日発表の改名候補
- Trois-Lacs
- Phénix
- Apalone
- Jeffrey

住民投票時の改名候補
- Val-des-Sources
- Trois-Lacs
- Phénix
- L'Azur-des-Cantons
- Jeffrey-sur-le-Lac
- Larochelle

2019年11月、住民投票によって新しい町名を選ぶ変更計画が、アスベストス町議会で承認された。2020年9月14日、町長が改名先候補として4つの候補を提案した。この提案は不評を買い、さらに多くの候補が追加された。10月の住民投票時には、6つの候補から選ぶことになった。3回目の投票で、51.5%の支持を得た「バルデスルス」が改名先として決定した。12月17日に地方自治・住宅省が承認し、正式に改名された。

## ジェフリー鉱山
アスベスト村付近に位置するジェフリー鉱山（Jeffrey mine）は、近年まで世界的に見ても規模の大きな石綿鉱山であった。このジェフリー鉱山での石綿の採掘再開のために、2012年6月にアスベストス村は、20年の返済計画でケベック州政府から5800万カナダドルを借金することにした。しかし、これはすぐに撤回された。借金の撤回後、今後は鉱山に頼る経済体制ではなく、より多角的な経済体制を目指してゆくと、アスベストス村から方針が示されている。

## 近隣
この村付近には鉄道が敷設されていた。この鉄道は、村の西約150kmに位置しているモントリオールと、村の北北東約150kmに位置しているケベック・シティーへと延びていた。この他、その鉄道からは外れるものの、村の北東約50kmに位置しているセットフォードマインズ（Thetford Mines）にも、比較的大きな石綿鉱山があったことが知られている。